# Officier supérieur dans l'Armée française
Pour les autres articles nationaux ou selon les autres juridictions, voir Officier supérieur.
Un officier supérieur dans l'Armée française se situe hiérarchiquement juste au-dessus des officiers subalternes et juste en dessous des officiers généraux.
Les grades d'officier supérieur sont le commandant, le lieutenant-colonel et le colonel. Un officier supérieur occupe un poste d'encadrement de haut niveau.
Les officiers supérieurs forment un corps, tout comme les officiers généraux. Dans un régiment, les officiers supérieurs élisent un représentant de leur catégorie auprès de la hiérarchie : le président des officiers supérieurs.
La vitesse de progression dans les grades d'officiers supérieurs dépend fortement de la notation de la hiérarchie, le plus souvent le colonel, et du rang de classement à l'École de guerre. Un capitaine ou un commandant sorti dans le tiers supérieur du classement a des chances de parvenir au grade de colonel et de commander un régiment avant d'atteindre la limite d'âge et d'être placé dans le cadre de réserve.